# MAZADA
MAZADA（マサダ、1975年5月23日 - ）は、日本のプロレスラー。本名：正田 和彦（まさだ かずひこ）。

## 経歴
藤波辰爾が経営するプロレス塾「無我」入団後の1995年11月15日、大宮スケートセンター興行での対グレン・マロニス戦にてプロレスデビュー。その後メキシコへ渡り、メキシコのリングで活動した。
メキシコ転戦中にNOSAWAと知り合い、東京愚連隊を結成。東京愚連隊には新日本プロレスからメキシコ遠征に出ていた元無我の竹村豪氏も加わり活動した。
NOSAWAと共にTNAにも参戦し、2004年からは全日本プロレスを主戦場としている。
2005年からは、闘龍門メキシコ道場のインストラクターに就任している。
2007年にYAMADA、TANAKAと共にサムライジャパンを結成。全日本では鈴木みのる率いる鈴木軍団と兼任で活動していた。また無我ワールド・プロレスリングにも参戦、無我参戦時はリングネームを本名にしている。
2008年に東京愚連隊が法人化。フリーから東京愚連隊所属となった。
2010年6月14日、VOODOO-MURDERSに電撃加入。
2011年5月29日・神戸大会前の控室でVOODOO-MURDERSのリーダーのTARUがスーパー・ヘイトこと平井伸和の顔面を殴打し、試合後には平井が意識不明となり急性硬膜下血腫で手術を受けた件に関して、試合前の控室にいっしょにいたVMのメンバーである3選手に対し全日本プロレスは無期限の出場停止処分とすることを発表したが、6月30日に事件には関わっていないとして出場停止処分を解除した。
2011年11月22日、兵庫県警察葺合署の後の捜査によって平井への傷害容疑で逮捕された。「日ごろの態度が悪いことを叱ったが、反省の色が見られず殴った。」と容疑を認めている。同年12月13日に神戸簡易裁判所に対し暴行罪で起訴され、罰金20万円の略式命令を受けた。
2018年、群馬県前橋市にステーキハウス「ステーキまさやん」をオープン。
2019年現在は、WRESTLE-1・東京愚連隊興行などを中心に活動する傍ら、試合がある日以外は自ら厨房に立っている。

## 得意技
リングネームは「まさだ」だが、これらの技は「しょうだ」と読む。
正田落とし
フィッシャーマンズ・スープレックスの要領で持ち上げ、そのまま相手の体を横180度回転させてそのまま開脚ドライバーで落として固める。ロウキーのキークラッシャーと同形。
垂直落下式正田落とし
後方回転腕固め
正田固め
正田デストロイ
相手に持ち上げられた際に、相手の正面に位置しなおかつ向かい合わせで自分の頭が下になっている状態から放つカウンター技。自分の両足を相手の首に巻きつけ、勢いよく足を引くと同時に両手で相手の体を押し、相手から見て前方に180度回転させてパイルドライバーをきめる。ピーティー・ウィリアムズのカナディアン・デストロイに影響を受けた技。近藤修司との世界Jr.王座戦で近藤のツームストーン・パイルドライバーを切り返す時に初披露し、その後も度々使っている。

## タイトル歴
全日本プロレス
- ジュニア・タッグリーグ戦優勝
  - パートナーはNOSAWA論外。

WRESTLE-1
- WRESTLE-1クルーザーディビジョン王座 - 第6代、第9代王者

東京愚連隊
- 初代東京インターコンチネンタルタッグ王座
  - パートナーはHUB
- UWA世界タッグ王座
  - パートナーはスペル・カカオ
- UWA世界6人タッグ王座
  - パートナーはFUJITA、NOSAWA
- IWRGタッグ王座
  - パートナーはNOSAWA
- IWRG6人タッグ王座
  - パートナーはNOSAWA、竹村豪氏
- CAW認定セントロアメリカタッグ王座
  - パートナーは竹村豪氏

## 入場テーマ曲
- Torero（チャヤン）